# Zbyněk Škvor
Zbyněk Škvor (* 17. června 1961) je český elektrotechnik, od června 2025 pověřený vedením Českého vysokého učení technického v Praze.
Absolvoval základní školu s rozšířenou výukou cizích jazyků na Žižkově v Praze. Na středním odborném učilišti Dopravního podnik hl. m. Prahy se poté vyučil elektromechanikem a v roce 1980 absolvoval i maturitní zkoušku. Poté působil jako elektromechanik u společnosti DP Metro a zároveň studoval obor radiotechnika se specializací na mikrovlnnou techniku na Fakultě elektrotechnická ČVUT (FEL ČVUT), který absolvoval v roce 1985. Absolvoval povinnou vojenskou službu a posléze se v roce 1994 stal kandidátem věd. V roce 1983 začal působit na Katedře elektromagnetického pole a v roce 1989 začal na FEL ČVUT pracovat na plný úvazek. Během své kariéry absolvoval několik zahraničních pobytů a pracovních stáží a stal se autorem více než 200 odborných publikací.
V roce 1998 se habilitoval v oboru radioelektronika a v roce 2002 se stal profesorem v oboru teoretická elektrotechnika. V letech 2001 až 2005 působil jako proděkan elektrotechnické fakulty. V letech 2006 až 2007 byl děkanem, v letech 2007 až 2015 opět vykonával funkci fakultního proděkana. V červnu 2015 se stal prorektorem ČVUT. V červnu 2025 byl z pozice prorektora pro vědu, tvůrčí činnost a doktorské studium pověřen vedením ČVUT po odvolání dosavadního rektora Vojtěcha Petráčka.
Zbyněk Škvor hovoří plynně anglicky a rusky. Je ženatý, se svou ženou Janou má celkem šest dětí; syna Tomáše a dcery Kláru, Marii, Kateřinu, Eriku a Veroniku.